# R Южной Короны
R Южной Короны (лат. R Coronae Australis) — звезда в созвездии Южной Короны на расстоянии около 424 световых лет от Солнца.

## Характеристики
R Южной Короны расположена в регионе молекулярных облаков и рождающихся звёзд. Данный регион является одним из ближайших к Солнечной системе подобных объектов. Представляя собой чрезвычайно сильно растянутую структуру из тёмных молекулярных облаков, этот регион звездообразования имеет шесть сгустков, образующих ядро, в которое входит и звезда R Южной Короны. Общая масса тёмных молекулярных облаков всей системы оценивается в 716 масс Солнца. Впервые расстояние до R Южной Короны было определено в 1936 году в 150 парсек. Впоследствии это число было уточнено, и в данный момент большинство исследователей указывают расстояние в 130 парсек.
Определение спектрального класса R Южной Короны представляется трудным для современной науки ввиду отсутствия мощных наблюдательных инструментов. Сейчас учёные сходятся во мнении, что это молодая звезда Хербига (Ae/Be). Наблюдения с помощью космического телескопа Чандра показали, что на звезде периодически происходят мощные вспышки, видимые в рентгеновском диапазоне. Несмотря на то, что R Южной Короны в 40 раз ярче Солнца, при наблюдении она выглядит тусклой, поскольку окружена массивным облаком пыли и газа.